# Бочечкаровы
Бочечкаровы — старинный русский дворянский род, восходящий к началу XVII веку.
Согласно летописным свидетельствам, дворянский род этой фамилии происходит от Фёдора Сидоровича Бочечкарова и его сына Кондратия Фёдоровича Бочечкарова, испомещенных в 1615 и 1637 годах (соответственно).
Род Бочечкаровых был записан в VI часть дворянских родословных книг Калужской и Московской губерний Российской империи и был утверждён Герольдией Правительствующего Сената в древнем (столбовом) дворянстве.

## Описание герба
Щит разделён перпендикулярно на две части, из коих в правой в серебряном поле изображена лавровая ветвь, а в левой части в голубом поле серебряная крепость с башнею, в воротах коей находится золотой лев, стоящий на задних лапах и обращённый в левую сторону.
Щит увенчан дворянскими шлемом и короною с тремя на оной страусовыми перьями. Намёт на щите серебряный и голубой, подложенный голубым и серебром.
Герб этого дворянского рода был записан в Часть X Общего гербовника дворянских родов Всероссийской империи, страница 34.

## Известные представители
- Бочечкаров, Сергей Петрович — русский военный деятель, генерал-майор, председатель комиссии военного суда Архангельского порта.
- Конради, Евгения Ивановна (урожд. Бочечкарова; 1838—1898) — русская писательница, журналистка, публицист, переводчик, деятель российского женского движения и поборница высшего образования для женщин.